# Newbury, Massachusetts

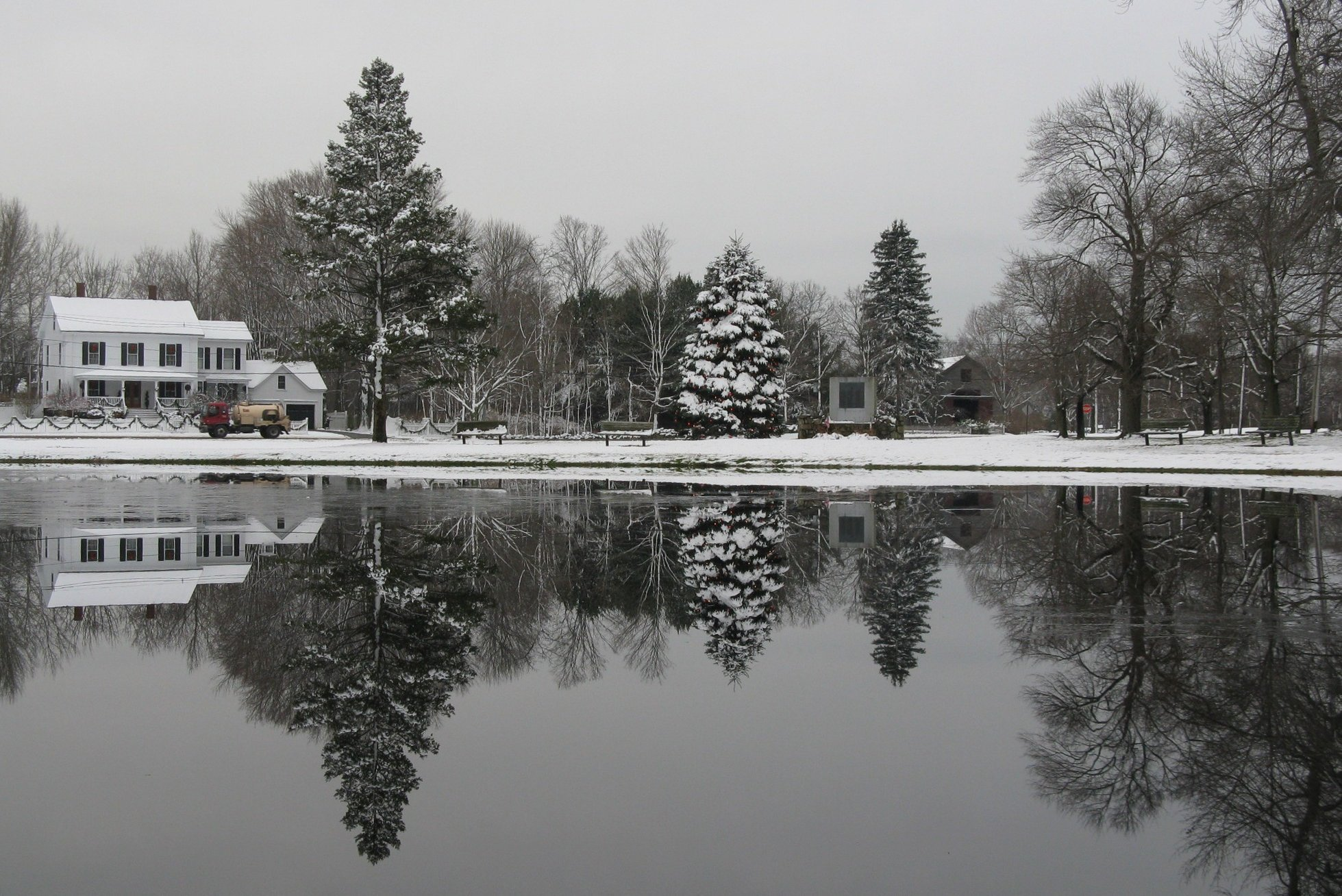
Newbury en decemberdag 2009.

Newbury är en kommun (town) i Essex County i delstaten Massachusetts, USA, med cirka 6 717 invånare (2000). Den har enligt United States Census Bureau en area på 68,5 km² varav 5,7 km² är vatten.